# 川南町立多賀小学校
川南町立多賀小学校（かわみなみちょうりつ たがしょうがっこう）は、宮崎県児湯郡川南町川南（川南町の南西部）にある公立の小学校。

## 概要
歴史
須田久保尋常小学校から「多賀尋常小学校」に改称した1907年（明治40年）を創立年としており、2022年（令和4年）には創立115周年を迎えた。
校章
中央に校名の「多賀」の文字（縦書き）を配している。
校歌
作詞は小森理一、作曲は金掘伸夫による。歌詞は3番まであり、各番の歌詞中に校名の「多賀小」が登場する。
通学区域
「川南町内の学校の通学区域」（川南町ウェブサイト）を参照。川南町立国光原中学校。

## 沿革
前史
- 1873年（明治6年）4月 - 大内村内の有志の議決により、小字10ヶ村の寄付を募り、「第二十二番大内村落学校」が創立。
- 1880年（明治13年）4月 - 「簡易大内小学校」に改称。
- 1884年（明治17年）- 小池小学校に統合される。
- 1887年（明治20年）4月 -「簡易垂門小学校 大内分校」が設置される。
- 1889年（明治22年）5月1日 - 町村制施行により、児湯郡2村（平田・川南）が合併の上、「川南村」が発足。
- 1890年（明治23年）- 尋常科（4年制）を設置の上、「尋常大内小学校」に改称。
- 1892年（明治25年）4月 - 「須田久保尋常小学校」に改称。
- 1894年（明治27年）4月 - 校区改定により、尾脇地区の児童を隣村の木城村高城尋常小学校[3]に委託。掛迫地区の児童が黒岩尋常小学校へ転出。
- 1896年（明治29年）- 須田久保地区への校舎新築移転が計画されるも、大内地区の反対により白紙となる。
- 1899年（明治32年）5月 - 校区改定により、市納地区の児童が黒岩尋常小学校へ転出。
- 1901年（明治34年）2月 - 校区改定により、鵜戸ノ本・内野田地区の児童が川南尋常高等小学校へ転出。
- 1904年（明治37年）4月 - 校区改定により、須田久保・前野田地区の児童が川南尋常高等小学校へ転出。
- 1907年（明治40年）
  - 5月1日 - 尾脇・湯迫・西ノ別府・国光・蟻ノ別府地区児童の木城村（木城尋常小学校）への委託を終了。十文字の花田氏の家屋（土蔵）を仮校舎として授業を開始。
  - 9月11日 - 「多賀尋常小学校」に改称。
- 1908年（明治41年）
  - 2月11日 - 校区の中央である十文字に校舎を新築。尾花・勝司ヶ別府・鬼ヶ久保地区児童の上江村[4]上江尋常小学校への委託を解消。移転式を挙行。創立記念日とする。
  - 4月 - 改正小学校令により、尋常科（義務教育年限）が4年制から6年制に改められる。尋常科5年を新設。
- 1909年（明治42年）4月 - 尋常科6年を新設。
- 1920年（大正11年）
  - 10月 - 運動場を拡張。
  - 12月 - 校舎1棟を増築。
- 1931年（昭和6年）6月 - 校舎を増築。
- 1938年（昭和13年）- 校舎を増築。
- 1941年（昭和16年）4月1日 - 国民学校令施行により、「川南村多賀国民学校」に改称。尋常科を初等科に改める。
- 1947年（昭和22年）4月1日 - 学制改革（六・三制の実施）により、国民学校初等科が、新制小学校「川南村立多賀小学校」に改組・改称。
- 1949年（昭和24年）2月 - 校舎（2教室）を増築。
- 1950年（昭和25年）6月 - 校舎（4教室）を増築。
- 1952年（昭和27年）- 本館を増築。
- 1953年（昭和28年）2月11日 - 町制施行により、「川南町立多賀小学校」（現校名）に改称。
- 1955年（昭和30年）6月 - 校舎（2教室）を増築。
- 1956年（昭和31年）2月 - 学校給食を開始。
- 1964年（昭和39年）6月 - 講堂兼公民館が完成。
- 1967年（昭和42年）1月 - 鉄筋コンクリート造2階建て新校舎（6教室・第一次工事）が完成。
- 1968年（昭和43年）
  - 2月 - 鉄筋コンクリート造2階建て新校舎（6教室・第二次工事）が完成。
  - 5月 - 特殊学級を開設。
- 1969年（昭和44年）8月 - 多賀地区児童プールが完成。
- 1975年（昭和50年）3月 - 体育館が完成。
- 1977年（昭和52年）1月 - ロッククライミングを設置。
- 1978年（昭和53年）12月 - 管理棟が完成。
- 1982年（昭和57年）2月 - 仲よし広場を設置。
- 1988年（昭和63年）- 所在地が「川南町大字川南15113番地2」となる。
- 1994年（平成6年）- 第1回多賀ふれあいフェスタを開催。
- 1995年（平成7年）- 裏門が完成。
- 1998年（平成10年）- 新校舎が完成。信号機を設置。
- 2000年（平成12年）- おやじ学級が発足。
- 2007年（平成19年）- 創立100周年記念式典を挙行。
- 2022年（令和4年）- プールを改修。

## 交通
最寄りの鉄道駅
- JR九州 日豊本線 「川南駅」

最寄りのバス停留所
- 川南町トロントロンバス「多賀別館」バス停（停留所番号119）・「セブンイレブン十文字店」（停留所番号127）[5]

最寄りの幹線道路
- 宮崎県道40号都農綾線

## 周辺
- 多賀地区コミュニティ・センター
- 高鍋警察署 十文字警察官駐在所
- 十文字簡易郵便局

## 参考資料
- 「川南町史」（川南町, 1983年（昭和58年）11月1日発行）p.807～p.815